# Javier Pérez de Cuéllar
Javier Pérez de Cuéllar y de la Guerra, född 19 januari 1920 i Lima, död 4 mars 2020 i Lima, var en peruansk diplomat och politiker (obunden). Han var Förenta nationernas generalsekreterare 1982–1991.

## Biografi
Han började vid Perus utrikesdepartement 1940 och gick in i diplomatkåren 1944, efter att ha tagit en juristexamen. Han befordrades till ambassadörs rang 1961, och tjänstgjorde på olika poster inom utrikesdepartementet. Han var därefter ambassadör i Schweiz i två år och 1966 blev han generalsekreterare (en post motsvarande biträdande minister) för utrikesfrågor. När Peru upptog formella relationer med Sovjetunionen 1969 blev han sitt lands förste ambassadör i Moskva.
År 1971 utsågs han till Perus ständige representant till Förenta nationerna, och ledde Perus delegationer till Förenta nationernas generalförsamling till 1975. 1973 och 1974 representerade han Peru i Förenta nationernas säkerhetsråd, och var rådets ordförande i samband med Cypernkrisen 1974. 18 september 1975 utsågs han till generalsekreterarens särskilda sändebud i Cypern, och fortsatte på denna post till december 1977.
Den 27 februari 1979 utsågs han till undergeneralsekreterare för särskilda politiska frågor. Från april 1981 var han också generalsekreterarens (då Kurt Waldheim) personliga sändebud för Afghanistanfrågor. Han återvände till Peru i maj 1981, och nominerades i oktober 1981 som Perus ambassadör till Brasilien. Perus kongress blockerade dock utnämningen av Pérez de Cuéllar och flera andra ambassadörer i syfte att förödmjuka landets president, vilket ledde till att Pérez de Cuéllar i protest sade upp sig från diplomatkåren.
I slutet av 1981 hade stödet för Kurt Waldheim, som kandiderade för en tredje period som FN:s generalsekreterare, minskat. Efter att Kina hade lagt fram tanzaniern Salim Ahmed Salim som kandidat, drog sig både Waldheim och Salim ur. Av nio nya kandidater var Pérez de Cuéllar den ende som var acceptabel för samtliga fem stormakter med veto. I december 1981 utsågs han därför till FN:s generalsekreterare för en femårig period med början 1 januari 1982. 10 oktober 1986 utsågs han för en andra femårsperiod från 1 januari 1987 till 31 december 1991.
År 1995 kandiderade han i presidentvalet i Peru, men förlorade mot Alberto Fujimori. Pérez de Cuéllar var Perus premiär- och utrikesminister 2000–2001. Han avslutade sin diplomatiska karriär som ambassadör i Paris.
År 1992 utsågs han till ordförande för FN:s Världskommission för kultur och utveckling (WCCD) av Unescos generaldirektör, och utarbetade rapporten Vår skapande mångfald som lades fram 1995.